# Коньково (Старицький район)
Коньково (рос. Коньково) — присілок в Старицькому районі Тверської області Російської Федерації.
Населення становить 106 осіб. Входить до складу муніципального утворення сільське поселення Паньково.

## Історія
Від 2005 року входить до складу муніципального утворення сільське поселення Паньково. Раніше населений пункт належав до Коньковського сільського округу.

## Населення
| 1859 | 1886 | 1919 | 1997 | 2002 | 2008 | 2010 |
| ---- | ---- | ---- | ---- | ---- | ---- | ---- |
| 227  | ↗382 | ↗486 | ↘140 | ↘133 | ↘131 | ↘106 |